# Dušan Kaprálik
Dušan Kaprálik (Turócszentmárton, 1948. február 21. – Pozsony, 2023. augusztus 8.) szlovák színész.

## Életútja
Fiatalkorában érdekelte a matematika és a fizika is, de végül a színészi pálya mellett döntött. A pozsonyi Színművészeti Főiskolán tanult.
Érettségi után a nagyszombati, nyitrai és a turócszentmártoni színházakban játszott. 1973-ban csatlakozott a pozsonyi Nová scéna színházhoz, ahol a 2021-es nyugdíjazásáig maradt. Színészetet tanított a Pozsonyi Konzervatóriumban.
A színpadi színészi játékon kívül több filmben is szerepelt, köztük az Učiteľka (Tanítónő) 2016-os szlovák és a Staříci  2019-es cseh filmekben.

## Magánélete
Feleségül vette Helena Romančíkovát, Elo Romančík színész lányát. Két közös gyermekük született. Helena azonban 33 éves korában, hirtelen betegség következtében elhunyt. Később feleségül vette Silvia Kapráliková vívónőt, akitől további két gyermeke született.
2023. augusztus 8-án, 75 éves korában hunyt el Pozsony Pozsonyhidegkút városrészben található nyugdíjasotthonban.